# Benjámín Netanjáhú
Benjámín Netanjáhú (héberül: בנימין נתניהו; angol átírással Benyamin Netanyahu (a Binyamin alak is előfordul, politikai és a nemzetközi sajtóban is használt beceneve "Bibi"), Tel-Aviv, 1949. október 21. –) izraeli politikus, Izrael miniszterelnöke 1996 és 1999, majd 2009 és 2021 között, illetve 2022-től. Izrael történetének leghosszabb ideig hivatalban lévő miniszterelnöke.
A kormányát népirtással, háborús bűnökkel és emberiesség elleni bűncselekményekkel vádolják. 2024 májusában a Nemzetközi Büntetőbíróság ügyésze bejelentette, hogy elfogatóparancsot kér ő és kormányának hadügyminisztere, Joáv Galant ellen, háborús bűncselekmények megalapozott gyanúja miatt. 2024. november 21-én a Nemzetközi Büntetőbíróság ezt az elfogatóparancsot ki is adta kettőjük ellen. 2023 októbere óta csak a Gázai övezet elleni háborúban közel 50 ezer ember halt meg, nagyrészt nők és gyerekek. Rajtuk túl több mint 100 ezer fő volt a sebesültek száma, sokan egész életükre lebénultak. 2024-ben Libanon és Szíria ellen, majd 2025-ben Irán ellen is katonai akciókat és légitámadásokat indított.

## Életpályája

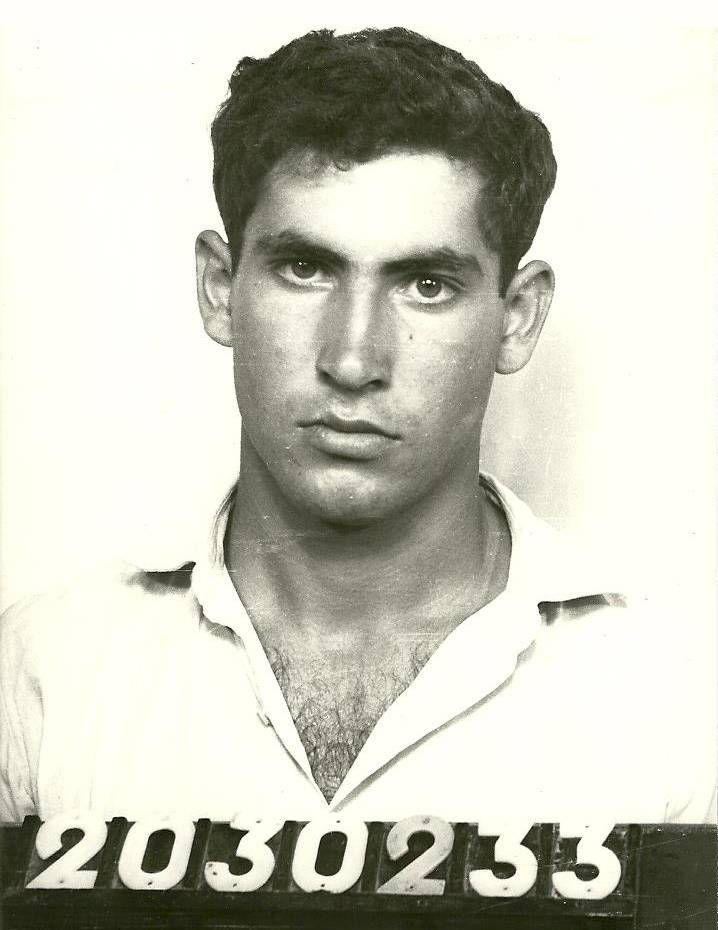
Fényképe az Izraeli Védelmi Erőknél 1967-ben

Tel-Avivban, Izrael akkori fővárosában született 1949-ben. 1956 és 1958 között családjával az Egyesült Államokban élt. Ekkor rövid időre hazaköltöztek, majd 1963–1967 között újra kiköltöztek. Végül 1967-ben végleg hazatértek, és Netanjáhú belépett az Izraeli Hadseregbe. Az Elit Felderítési Egységben teljesített szolgálatot, számos bevetésen vett részt, az egyiken, 1972 májusában megsebesült. Felépülése után nem sokkal századosként leszerelt, majd visszatért az USA-ba, ahol előbb építészeti, majd közgazdasági egyetemet végzett.
1976-ban egy ugandai túszdráma során palesztin fegyveresek harcban megölték a bátyját, Jonátánt, a túszszabadító kommandós egység parancsnokát. Benjamin ekkor visszatért Izraelbe, és belépett egy szervezetbe, amelynek célja a terrorizmus elleni nemzetközi együttműködés kiépítése volt.
1982 és 1984 között Izrael amerikai nagykövetségén dolgozott, majd 1984 és 1988 között nagykövet volt. Akkor a Likud listáján bejutott a Kneszetbe (izraeli parlament), ugyanettől az évtől kedve 1990-ig külügyminiszter-helyettes volt. 1990 márciusában kinevezték a Miniszterelnöki Hivatal miniszterhelyettesévé.
1993-ban a Likud vezetője lett. 1996-ban miniszterelnökké választották. Egyik első rendelkezése volt, hogy engedélyezte az Izrael által megszállt idegen területekre zsidók telepítését. Szeptember 24-én egy régészek által feltárt alagutat nyitottak meg a jeruzsálemi mecsetek közelében, ami heves összetűzéseket váltott ki a helyi zsidó és muszlim lakosok közt. A zavargásoknak nyolcvan, többségében palesztin áldozata volt. Október 1-jén Bill Clinton amerikai elnök szervezésében Washingtonban Netanjáhú Jasszer Arafattal, a PFSZ vezetőjével találkozott, aki felszólította az alagút bezárására, de Netanjáhú ezt megtagadta.
1997. január 15-én Arafat és Netanjáhú megegyezett, hogy Izrael kiüríti Hebron város területének négyötödét. Ez meg is történt, később azonban Netanjáhú elrendelte egy palesztinai zsidó telep építését, amiért a PFSZ megszakította kapcsolatait a zsidó állammal. Ez július 30-án történt jeruzsálemi öngyilkos merényletet követően, melynek 15 zsidó halottja volt, és ami miatt Izrael felfüggesztette tárgyalásait a PFSZ-szel. Időközben a Netanjáhú-kormány több tagja is lemondott, így tiltakozva a miniszterelnök autokratikus módszerei és a béketárgyalások megszakadása miatt.
1998-ban amerikai nyomásra Netanjáhú és Arafat megegyeztek, hogy Izrael Ciszjordánia 13%-áról kivonja csapatait. Miután a csapatkivonás első szakasza lezárult, a miniszterelnök kijelentette, hogy nem folytatja tovább, arra hivatkozva, hogy a palesztinok nem teljesítették ígéreteiket a terrorizmus elleni harc tekintetében.
1999-ben Ehúd Bárák legyőzte a miniszterelnöki választáson, ezért egy időre visszavonult a politikai élettől. Mikor azonban a Bárák-kormány 2000 végén megbukott, visszatért. Amikor Aríél Sárón addigi külügyminisztert megválasztották miniszterelnöknek, ő Netanjáhút tette meg külügyminiszternek, 2003-ban pedig pénzügyminiszter lett.
Sárón visszavonulása után, 2005-ben Netanjáhú újra a Likud vezetője lett. 2009. március 31-én pedig újra megválasztották Izrael miniszterelnökének.

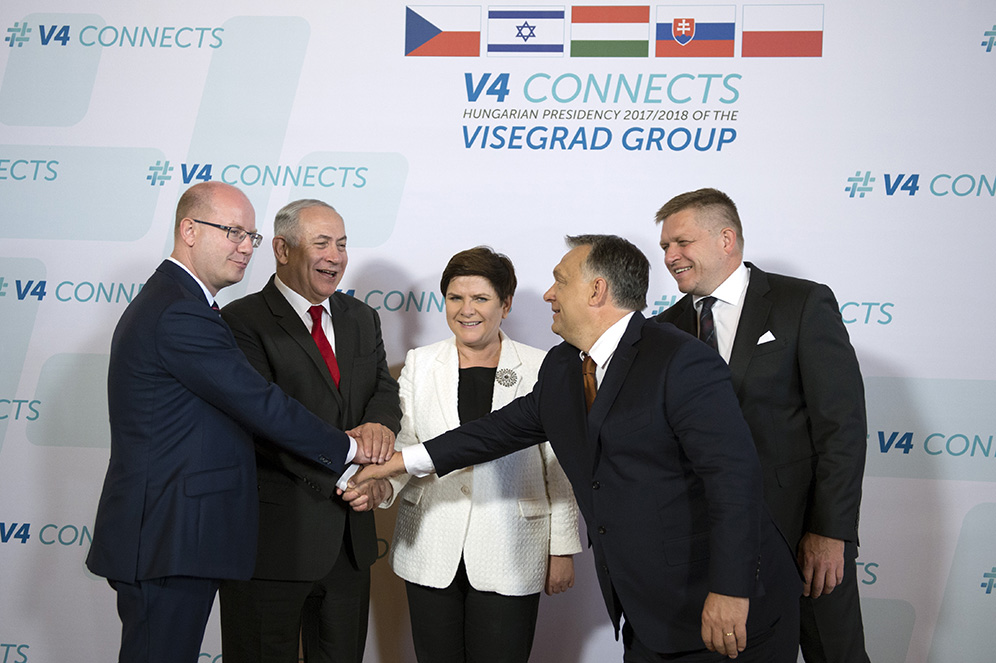
Orbán Viktorral és a V4-ek vezetőivel 2017-ben

2019 szeptemberében a parlamenti választások után Reuvén Rivlin köztársasági elnök Netanjáhút kérte fel kormányalakításra.
 2019. október 21-én Netanjáhú beismerte, hogy nem tud kormányt alakítani.

### 2020-as évek
A 2022-es választások idején a Netanjáhú vezette Likud párt listája kapta a legtöbb szavazatot. Hatodik miniszterelnöki ciklusa 2022. december 29-én kezdődött.
Kormányzásának első hónapjait az igazságügyi reformok kapták, ami széles körű kritikát és tömeges tiltakozási hullámot váltott ki országszerte. A kritikusok alapján a „reform” negatív hatással van a hatalmi ágak szétválasztására, a gazdaságra, a nőkre és kisebbségekre, a munkavállalói jogokra, Izrael demokráciájának erejére.
A kritikusok a kormányát a neonácikhoz hasonlították.  2023 februárjában, Tel-Avivban az ellene tüntető több százezres tömeg – akik szerint aláássa a demokráciát – olyan hatalmas transzparenst vitt magával, amelyen más autokrata vezetőkkel ábrázolták, Putyinnal, Erdoğannal és Orbán Viktorral.

## Bűnügyi nyomozások
2016 óta számos, Izraelen belüli bűnügyi nyomozás folyt az ő és a hozzá tartozó közeli politikai szövetségeseihez köthető megvesztegetés, csalás ügyében.
Izrael számos városában tiltakozási gyűléseket is tartottak a kormányzati korrupció ellen. Mivel Netanjáhú a hivatalos vádemelés ellenére is hatalmon maradt, a tiltakozások száma 2020-ban és 2021-ben jelentősen megnőtt.
Az izraeli korrupcióról egy kanadai dokumentumfilm is készült.

### Elfogatóparancs ellene
2024. novemberében a Nemzetközi Büntetőbíróság (ICC) elfogatóparancsot adott ki Benjámin Netánjáhú izraeli miniszterelnök és Joáv Galant korábbi védelmi miniszter ellen háborús bűnök és emberiesség elleni bűncselekmények megalapozott gyanúja miatt.
2024 december 19-én hírek jelentek meg a nemzetközi sajtóban, miszerint Netanjáhú nem utazik el az auschwitzi gyűjtőtábor felszabadításának évfordulóján tartandó 2025 januári, lengyelországi megemlékezésre, mivel a lengyel kormány korábban bejelentette, hogy érvényt szerezne az ICC elfogatóparancsának, ha az izraeli kormányfő az országba látogatna.
Szijjártó Péter magyar külügyminiszter ugyanakkor kijelentette hogy a magyar rendőrség nem tartóztatná őt le, ha Magyarország területére lépne. Majd a magyar kormány, hogy gyakorlatban is bizonyítsák, hogy mennyire figyelmen kívül hagyják a nemzetközi elfogatóparancsot, 2024 novemberében meg is hívta Netanjahut Magyarországra.
2025 áprilisában, a magyarországi látogatásával egyidejűleg Gulyás Gergely bejelentette, hogy Magyarország kilép a Nemzetközi Büntetőbíróságból. Április 4-én – budapesti látogatásának második napján – a Nemzeti Közszolgálati Egyetem díszpolgárává avatták.

## Magánélete

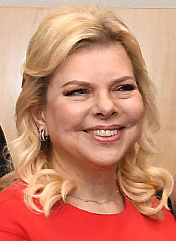
Felesége, Sara 2018-ban

Háromszor nősült, és több házasságon kívüli viszonya is volt. Harmadik felesége, Sara Ben-Artzi légiutaskísérőként dolgozott az El Al New York és Izrael közötti járatán, amikor megismerkedtek. A pár 1991-ben házasodott össze.
Összesen három gyereke ismert. Kettő az utolsó házasságából született.

## Művei
Több könyvet írt; ezek az angol címükön:
- International Terrorism: Challenge and Response. Transaction Publishers (1981). ISBN 978-0-87855-894-0
- Terrorism: How the West Can Win. Avon (1987). ISBN 978-0-380-70321-0
- Fighting Terrorism: How Democracies Can Defeat Domestic and International Terrorism. Farrar, Straus and Giroux (1995). ISBN 978-0-374-15492-9
- A Durable Peace: Israel and Its Place Among the Nations. Grand Central Publishing (1999). ISBN 978-0-446-52306-6
- Bibi: My Story. Simon and Schuster (2022). ISBN 978-1-6680-0844-7  [Magyar kiadása: Benjamin Netanjahu: BIBI - A történetem, Bp. 2023 - Könyv Népe Kiadó]